# Ron Wood
Ron Wood (* 1. června 1947, Hillingdon, Middlesex, Anglie, Spojené království) je britský rockový kytarista a malíř. Proslavil se jako člen kapel The Rolling Stones a The Faces. Členem The Rolling Stones je od roku 1974. Před Rolling Stones hrál také ve skupině The Birds.
V roce 1972 hrál na albu The Academy in Peril velšského hudebníka a skladatele Johna Calea.

## Osobní život
- měl dva starší bratry – Arta a Teda, oba pracovali jako grafici a muzikanti, Art Wood zemřel v roce 2006 a Ted Wood v roce 2004
- Ron bojuje neustále s alkoholismem, minimálně 6× podstoupil protialkoholní léčbu

- 1971–1978 – manželství s Krissy Findlayovou, ze vztahu se narodil syn Jesse, Krissy zemřela v roce 2005
- 1985–2008 – manželství s Jo Karslake, modelkou, měli spolu dvě děti (syn Tyrone a dcera Leah), rozvod z důvodu jeho nevěry s ruskou číšnicí Jekatěrinou Ivanovovou, vztah jim vydržel cca 18 měsíců, následně žil dva roky s Brazilkou Anou Araujo, trenérkou vodního póla, pár se rozešel před svatbou
- 21. prosinec 2012–dosud – manželství po šestiměsíční známosti se Sally Humphreysovou, divadelní producentkou

## Sólová diskografie
- I've Got My Own Album to Do (1974)
- Now Look (1975) US #118
- Mahoney's Last Stand (1976) s Ronnie Lane
- Gimme Some Neck (1979) US #45
- 1234 (1981) US #164
- Live at the Ritz (1988) s Bo Diddley
- Slide on This (1992)
- Slide on Live: Plugged in and Standing (1993)
- Live and Eclectic (2000)
- Not for Beginners (2001)
- Ronnie Wood Anthology: The Essential Crossexion (2006)
- Buried Alive: Live in Maryland (2006) s The New Barbarians
- The First Barbarians: Live from Kilburn (2007)
- I Feel Like Playing (2010) UK #164